# Ruj
Les monts Ruj (en bulgare : Руй, en serbe cyrillique : Руј) sont situés dans l'Ouest de la Bulgarie et dans le Sud-Est de la Serbie. Son point culminant est le mont Ruj, qui s'élève à 1 706 m d'altitude.
Les monts Ruj se trouvent à l'ouest de la ville de Tran en Bulgarie et au sud de la ville de Babušnica en Serbie. Ils forment la partie la plus occidentale du massif de Ruj et de Verila. La frontière politique entre la Bulgarie et la Serbie passe le long de la ligne de partage des eaux qui traverse le massif. Au sud et à l’est du territoire bulgare, le massif est limité par la vallée de l’Erma. À l’ouest, il rejoint le massif de Rudina ou Znepolska Rudina. Le massif d’Edimir ou de Čuka, moins étendu, lui succède immédiatement au sud-est. Le massif de Ruj s’étend sur 20 km d'est en ouest et a une largeur de 8 km. Sa surface totale est d’environ 86 km2. Sa forme est massive et ressemble à une coupole qui, par son aspect extérieur, rappelle nettement le Vitocha. Dans la partie bulgare du massif, les itinéraires principaux de randonnée sont balisés.
Le nom du massif proviendrait du nom latin du cotinus, (Rhus cotinus), une plante qui est très répandue dans cette région.

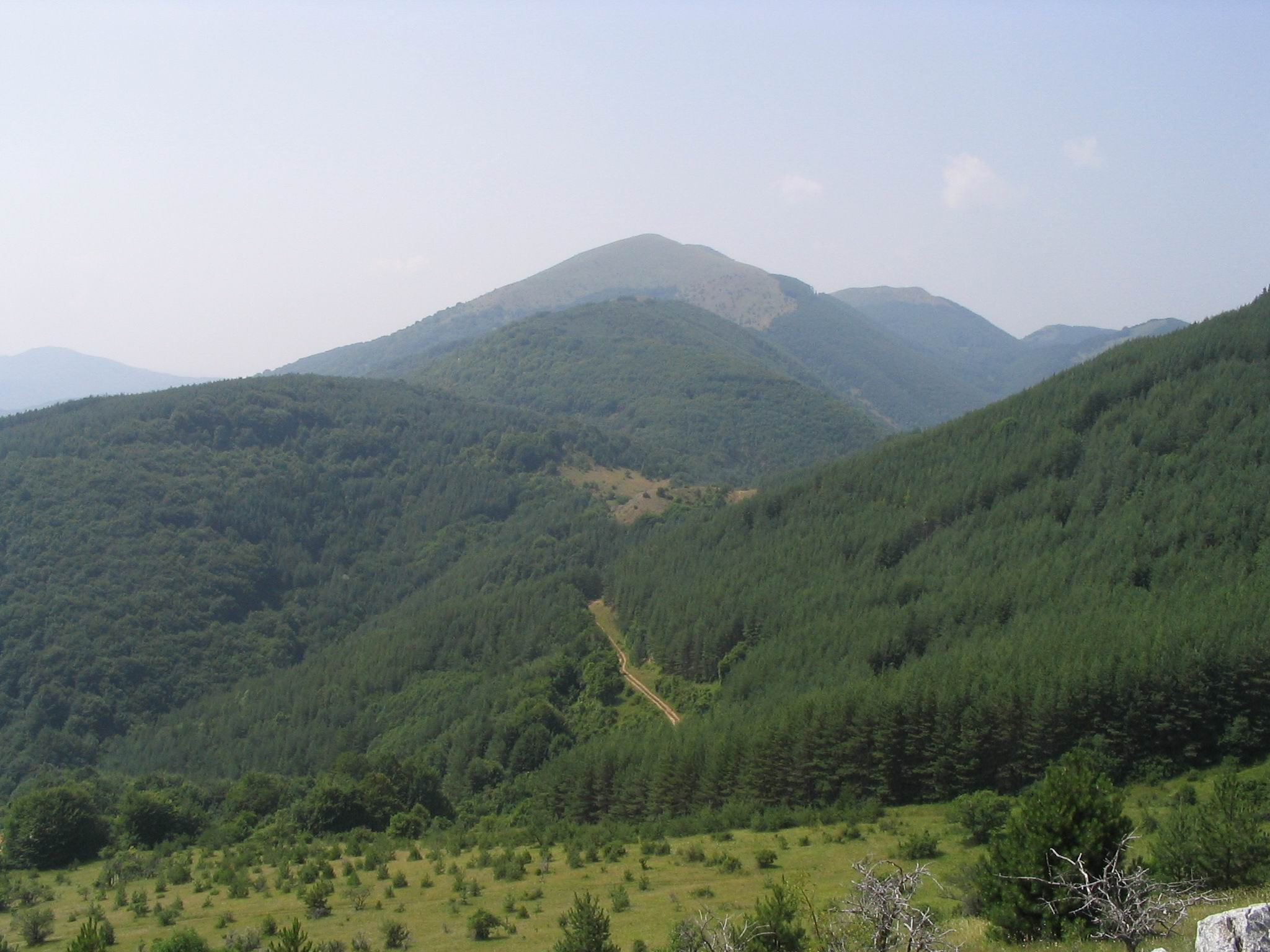
Les monts Ruj (1706 m)